# Jan van de Cappelle

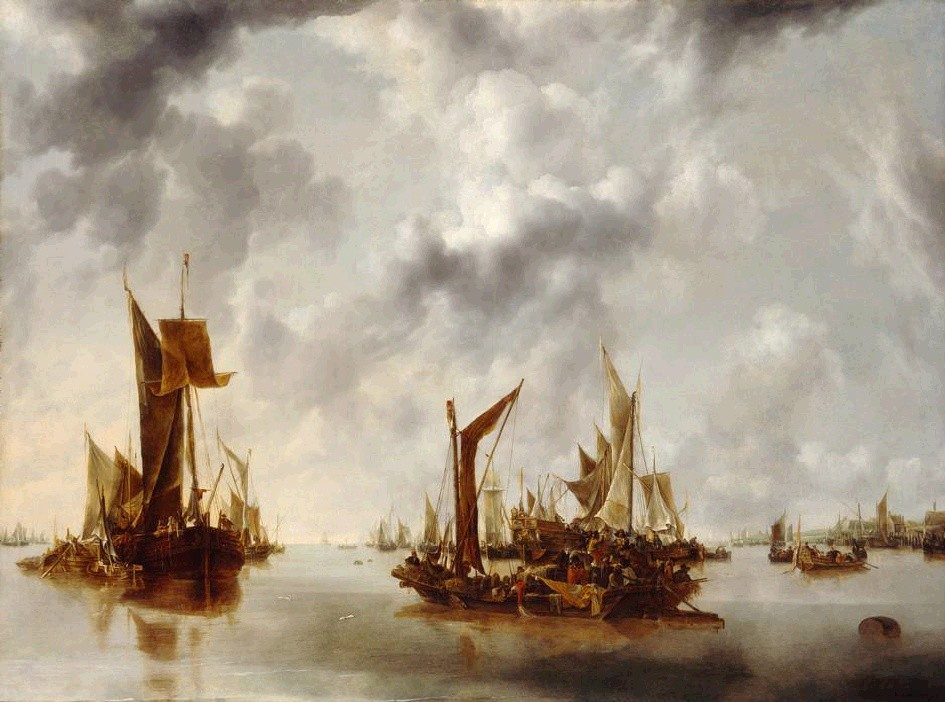
Cisza morska, 1654

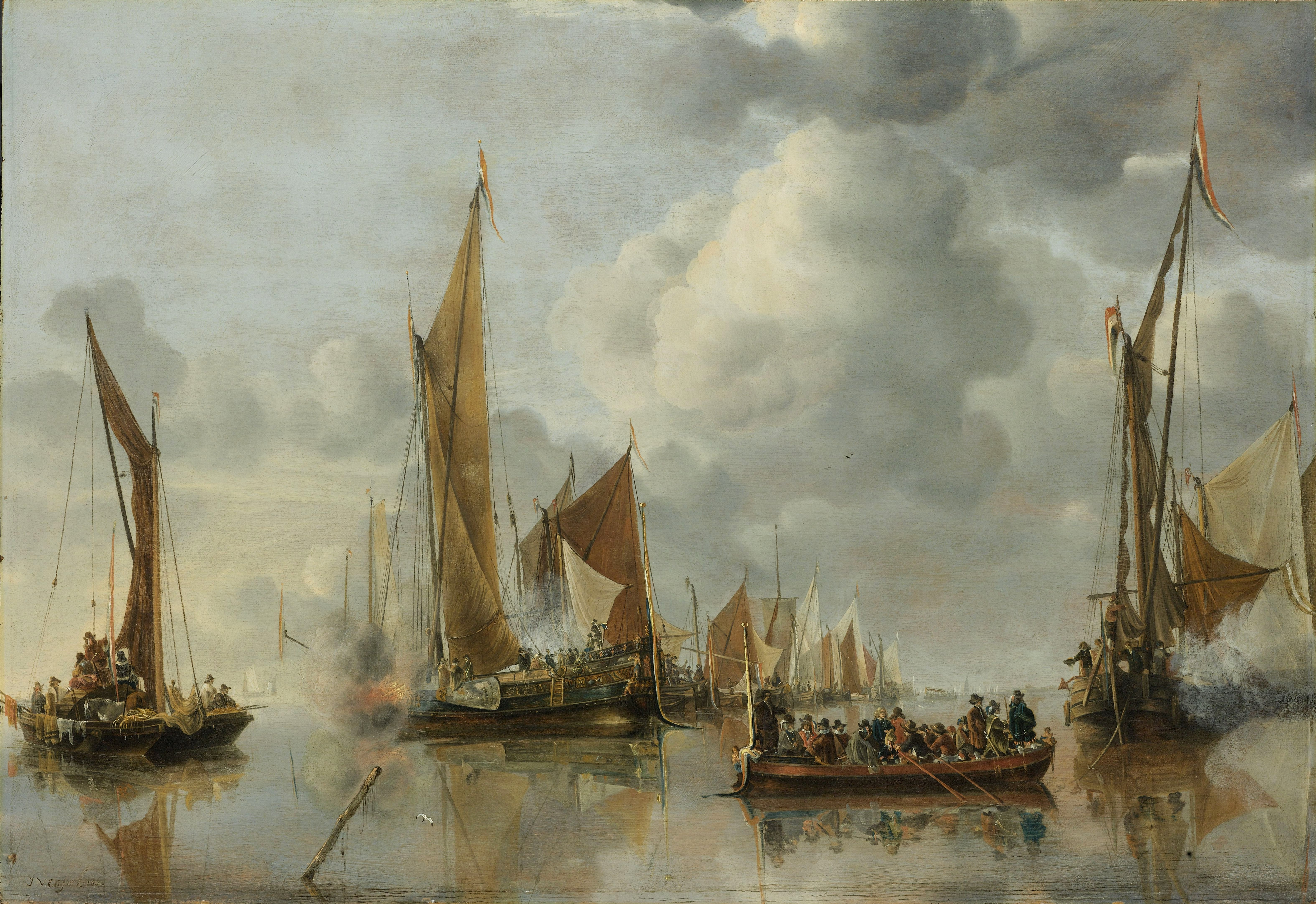
Scena morska, 1650

Jan van de Cappelle (ochrz. 25 lub 26 stycznia 1626 w Amsterdamie, poch. 22 grudnia 1679 tamże) – holenderski malarz barokowy, marynista.

## Życiorys
Był bogatym właścicielem farbiarni i szanowanym obywatelem, kolekcjonował dzieła sztuki i przyjaźnił się z Rembrandtem. Malarstwo traktował jako drugorzędne zajęcie, nie posiadał też formalnego wykształcenia i uważany jest za samouka. Malował przede wszystkim pejzaże i sceny morskie, wykonał też kilka zimowych krajobrazów.
Po śmierci Capelle okazało się, że zgromadził wielki zbiór dzieł sztuki m.in. miał 9 obrazów oraz 500 rysunków i rycin samego Rembrandta, ponadto 1300 dzieł innych mistrzów: Simona de Vliegera, Hendricka Avercampa i Jana van Goyena. Uważany jest dzisiaj za jednego z największych kolekcjonerów dzieł sztuki swoich czasów.
Nieliczne prace artysty eksponowane są m.in. w National Gallery w Londynie, Belwederze w Wiedniu i Rijksmuseum w Amsterdamie.